# Tangara (kommun)
Tangara är en kommun i Burundi. Den ligger i provinsen Ngozi, i den norra delen av landet, 90 kilometer nordost om Burundis största stad Bujumbura.